# Lista superdelegatów Partii Demokratycznej w 2016 roku
Poniższa lista przedstawia poparcie kandydatur wśród delegatów, którzy nie zostali mianowani delegatami w prawyborach, a zostali nimi ze względu na piastowane stanowisko w prawyborach prezydenckich Partii Demokratycznej w 2016. Głosowali oni na konwencie Partii Demokratycznej w dniach 25-28 lipca, w Filadelfii. Superdelegaci stanowili około 1/6 wszystkich delegatów (których jest 4 766), byli związani z partią Demokratyczną i piastowali różne urzędy: 
- 20 szanowanych przywódców partii (obecni i byli prezydenci, wiceprezydenci, przywódcy kongresu i zarząd partyjny) (DPLs)[2]
- 20 demokratycznych gubernatorów (w tym gubernatorzy terytorialni i burmistrz dystryktu Kolumbii)[2]
- 46 demokratycznych członków Senatu Stanów Zjednoczonych[2]
- 193 demokratycznych członków Izby Reprezentantów Stanów Zjednoczonych (w tym członkowie niegłosujący)[2]
- 436 wybranych członków Demokratycznego Komitetu Narodowego (w tym przewodniczący i zastępcy przewodniczących każdego stanu)[2]

## Poparcie według grup
| Popierany Kandydat | Ważni przywódcy partyjni | Gubernatorowie | Senatorowie | Członkowie Izby Reprezentantów | Członkowie Krajowego Komitetu | Razem |
| ------------------ | ------------------------ | -------------- | ----------- | ------------------------------ | ----------------------------- | ----- |
| Hillary Clinton    | 17                       | 20             | 45          | 177                            | 311½                          | 570½  |
| Bernie Sanders     | 1                        | 0              | 2           | 7                              | 34½                           | 44½   |
| Martin O'Malley    | 0                        | 0              | 0           | 0                              | 1                             | 1     |
| Niezdecydowani     | 3                        | 1              | 0           | 7                              | 86                            | 96    |
| Razem              | 20                       | 21             | 47          | 191                            | 433                           | 712   |

## Lista
| Legenda | Legenda                     |
| Skrót   | Opis                        |
| ------- | --------------------------- |
| DNC     | członek Krajowego Komitetu  |
| DPL     | ważny przywódca partyjny    |
| Gov.    | gubernator                  |
| Rep.    | członek Izby Reprezentantów |
| Sen.    | członek sentau              |

| Delegat                           | Stan | Grupa | Kandydat |
| --------------------------------- | ---- | ----- | -------- |
| Alma Adams                        | NC   | Rep.  | Clinton  |
| Pete Aguilar                      | CA   | Rep.  | Clinton  |
| Steven K. Alari                   | CA   | DNC   | Brak     |
| Maggie Allen                      | ME   | DNC   | Clinton  |
| Jill Alper                        | MI   | DNC   | Clinton  |
| Rafael Anchia                     | TX   | DNC   | Clinton  |
| Joe Andrew                        | MD   | DPL   | Brak     |
| Stuart Appelbaum                  | NY   | DNC   | Clinton  |
| Dennis Archer                     | MI   | DNC   | Clinton  |
| Patrice M. Arent                  | UT   | DNC   | Clinton  |
| Brad Ashford                      | NE   | Rep.  | Clinton  |
| Jon M. Ausman                     | FL   | DNC   | Clinton  |
| Carrie Austin                     | IL   | DNC   | Clinton  |
| Shawn K. Bagley                   | CA   | DNC   | Clinton  |
| Tammy Baldwin                     | WI   | Sen.  | Clinton  |
| Nick Balletto                     | CT   | DNC   | Clinton  |
| Virginia Barnes                   | MA   | DNC   | Brak     |
| Phil Bartlett                     | ME   | DNC   | Clinton  |
| Karen Bass                        | CA   | Rep.  | Clinton  |
| Jan Bauer                         | IA   | DNC   | Clinton  |
| Joyce Beatty                      | OH   | Rep.  | Clinton  |
| Xavier Becerra                    | CA   | Rep.  | Clinton  |
| Van Beechler                      | ID   | DNC   | Brak     |
| Cecil Benjamin                    | VI   | DNC   | Clinton  |
| Michael Bennet                    | CO   | Sen.  | Clinton  |
| Ami Bera                          | CA   | Rep.  | Clinton  |
| Bret Berlin                       | FL   | DNC   | Clinton  |
| Jeff Berman                       | DC   | DNC   | Clinton  |
| Don Beyer                         | VA   | Rep.  | Clinton  |
| Belinda Biafore                   | WV   | DNC   | Clinton  |
| Gus Bickford                      | MA   | DNC   | Clinton  |
| Joe Biden                         | DE   | DPL   | Clinton  |
| Erin Bilbray                      | NV   | DNC   | Sanders  |
| Rachel Binah                      | CA   | DNC   | Brak     |
| Sanford Bishop                    | GA   | Rep.  | Brak     |
| Stephen Bittel                    | FL   | DNC   | Clinton  |
| Neville Blakemore                 | KY   | DNC   | Brak     |
| Artie Blanco                      | NV   | DNC   | Clinton  |
| Richard Bloomingdale              | PA   | DNC   | Clinton  |
| Earl Blumenauer                   | OR   | Rep.  | Clinton  |
| Richard Blumenthal                | CT   | Sen.  | Clinton  |
| Dean Boerste                      | IN   | DNC   | Clinton  |
| James C. Boland                   | DC   | DNC   | Clinton  |
| Suzanne Bonamici                  | OR   | Rep.  | Clinton  |
| Anita Bonds                       | DC   | DNC   | Clinton  |
| Cory Booker                       | NJ   | Sen.  | Clinton  |
| Madeleine Bordallo                | GU   | Rep.  | Clinton  |
| David Bowen                       | WI   | DNC   | Sanders  |
| Muriel Bowser                     | DC   | Gov.  | Clinton  |
| Barbara Boxer                     | CA   | Sen.  | Clinton  |
| Carolyn Boyce                     | ID   | DNC   | Clinton  |
| Rick Boylan                       | FL   | DNC   | Brak     |
| Brendan F. Boyle                  | PA   | Rep.  | Clinton  |
| Bob Brady                         | PA   | Rep.  | Clinton  |
| Bob Bragar                        | DA   | DNC   | Clinton  |
| Sandra Brandt                     | VA   | DNC   | Clinton  |
| Joyce Brayboy                     | NC   | DNC   | Brak     |
| Donna Brazile                     | DC   | DNC   | Clinton  |
| Christine Bremer Muggli           | WI   | DNC   | Clinton  |
| Scott Brennan                     | IA   | DNC   | Clinton  |
| Doug Brooks                       | MO   | DNC   | Clinton  |
| Boyd Brown                        | SC   | DNC   | Clinton  |
| Byron Brown                       | NY   | DNC   | Clinton  |
| Corrine Brown                     | FL   | Rep.  | Clinton  |
| Jerry Brown                       | CA   | Gov.  | Clinton  |
| Kate Brown                        | OR   | Gov.  | Clinton  |
| Michael Donald Brown              | DC   | Sen.  | Clinton  |
| Sherrod Brown                     | OH   | Sen.  | Clinton  |
| Julia Brownley                    | CA   | Rep.  | Clinton  |
| Jocelyn Bucaro                    | OH   | DNC   | Clinton  |
| Raymond Buckley                   | NH   | DNC   | Brak     |
| Steve Bullock                     | MT   | Gov.  | Clinton  |
| Tonio Burgos                      | NJ   | DNC   | Clinton  |
| Carol Burke                       | VI   | DNC   | Brak     |
| Cordelia Lewis Burks              | IN   | DNC   | Clinton  |
| John L. Burton                    | CA   | DNC   | Brak     |
| Joe Buscaino                      | CA   | DNC   | Clinton  |
| Cheri Bustos                      | IL   | Rep.  | Clinton  |
| Laphonza Butler                   | CA   | DNC   | Clinton  |
| G.K. Butterfield                  | NC   | Rep.  | Clinton  |
| Luisette Cabanas Colón            | PR   | DNC   | Clinton  |
| Michael Cacace                    | CT   | DNC   | Clinton  |
| Mitchell Caesar                   | FL   | DNC   | Clinton  |
| Mary Beth Cahill                  | DC   | DNC   | Clinton  |
| Laura Calvo                       | OR   | DNC   | Brak     |
| Rosiky F. Camacho                 | MP   | DNC   | Clinton  |
| MaryEva Candon                    | DC   | DNC   | Clinton  |
| Maria Cantwell                    | WA   | Sen.  | Clinton  |
| Lois Capps                        | CA   | Rep.  | Clinton  |
| Michael Capuano                   | MA   | Rep.  | Clinton  |
| Tony Cardenas                     | CA   | Rep.  | Clinton  |
| Ben Cardin                        | MD   | Sen.  | Clinton  |
| Maria Cardona                     | DC   | DNC   | Clinton  |
| John Carney                       | DE   | Rep.  | Clinton  |
| Tom Carper                        | DE   | Sen.  | Clinton  |
| André Carson                      | IN   | Rep.  | Clinton  |
| Jimmy Carter                      | GA   | DPL   | Clinton  |
| Karen Carter Peterson             | LA   | DNC   | Clinton  |
| Matt Cartwright                   | PA   | Rep.  | Clinton  |
| Barbra Casbar Siperstein          | NJ   | DNC   | Clinton  |
| Bob Casey, Jr.                    | PA   | Sen.  | Clinton  |
| Richard Cassidy                   | VT   | DNC   | Sanders  |
| Kathy Castor                      | FL   | Rep.  | Clinton  |
| Joaquín Castro                    | TX   | Rep.  | Clinton  |
| Emelia S. Chargualaf              | MP   | DNC   | Clinton  |
| Naeemah Charles                   | CA   | DNC   | Clinton  |
| Will Cheek                        | TN   | DNC   | Clinton  |
| Michael Childers                  | WI   | DNC   | Clinton  |
| Judy Chu                          | CA   | Rep.  | Clinton  |
| David Cicilline                   | RI   | Rep.  | Clinton  |
| Katherine Clark                   | MA   | Rep.  | Clinton  |
| Martha Fuller Clark               | NH   | DNC   | Sanders  |
| Yvette Clarke                     | NY   | Rep.  | Clinton  |
| William Lacy Clay, Jr.            | MO   | Rep.  | Clinton  |
| James Clayborne, Jr.              | IL   | DNC   | Clinton  |
| Emanuel Cleaver                   | MO   | Rep.  | Clinton  |
| Alan Clendenin                    | FL   | DNC   | Clinton  |
| Bill Clinton                      | NY   | DPL   | Clinton  |
| Jim Clyburn                       | SC   | Rep.  | Clinton  |
| Kathleen Clyde                    | OH   | DNC   | Clinton  |
| Gilda Cobb-Hunter                 | SC   | DNC   | Brak     |
| Tony Coelho                       | DE   | DNC   | Clinton  |
| Larry Cohen                       | DC   | DNC   | Sanders  |
| Steve Cohen                       | TN   | Rep.  | Clinton  |
| Maria C. Cole                     | NY   | DNC   | Clinton  |
| Rickey Cole                       | MS   | DNC   | Clinton  |
| Garnet Coleman                    | TX   | DNC   | Clinton  |
| Jim Condos                        | VT   | DNC   | Sanders  |
| Gerry Connolly                    | VA   | Rep.  | Clinton  |
| John Conyers                      | MI   | Rep.  | Clinton  |
| Steven Cook                       | MI   | DNC   | Brak     |
| Vivian Cook                       | NY   | DNC   | Brak     |
| Chris Coons                       | DE   | Sen.  | Clinton  |
| Jim Cooper                        | TN   | Rep.  | Clinton  |
| Maria Cordone                     | MD   | DNC   | Clinton  |
| Peter Corroon                     | UT   | DNC   | Sanders  |
| Jim Costa                         | CA   | Rep.  | Clinton  |
| Jerry Costello                    | IL   | DNC   | Clinton  |
| Ed Cote                           | WA   | DNC   | Brak     |
| Pat Cotham                        | NC   | DNC   | Sanders  |
| Jeannette Council                 | NC   | DNC   | Clinton  |
| Joe Courtney                      | CT   | Rep.  | Clinton  |
| Janet Cowell                      | NC   | DNC   | Clinton  |
| Jeffrey David Cox                 | NC   | DNC   | Clinton  |
| Doris Crouse Mays                 | VA   | DNC   | Brak     |
| Joseph Crowley                    | NY   | Rep.  | Clinton  |
| Henry Cuellar                     | TX   | Rep.  | Clinton  |
| John Cullerton                    | IL   | DNC   | Clinton  |
| Elijah Cummings                   | MD   | Rep.  | Clinton  |
| Jennifer Cunningham               | NY   | DNC   | Clinton  |
| Andrew Cuomo                      | NY   | Gov.  | Clinton  |
| Ana Cuprill                       | WY   | DNC   | Clinton  |
| Melba Curls                       | MO   | DNC   | Clinton  |
| John Currie                       | NJ   | DNC   | Clinton  |
| Kenneth M. Curtis                 | FL   | DPL   | Brak     |
| Joyce Cusack                      | FL   | DNC   | Clinton  |
| Jean Lemire Dahlman               | MT   | DNC   | Sanders  |
| John D. Daniello                  | DE   | DNC   | Clinton  |
| Tom Daschle                       | SD   | DPL   | Clinton  |
| Clint Daughtrey                   | AL   | DNC   | Brak     |
| Leah Daughtry                     | NY   | DNC   | Brak     |
| Danny K. Davis                    | IL   | Rep.  | Clinton  |
| Susan Davis                       | CA   | Rep.  | Clinton  |
| Wendy Davis                       | GA   | DNC   | Clinton  |
| Yvonne Davis                      | TX   | DNC   | Brak     |
| Ralph Dawson                      | NY   | DNC   | Clinton  |
| Mark Dayton                       | MN   | Gov.  | Clinton  |
| Howard Dean                       | VT   | DPL   | Clinton  |
| Dottie Deans                      | VT   | DNC   | Sanders  |
| Peter DeFazio                     | OR   | Rep.  | Brak     |
| Diana DeGette                     | CO   | Rep.  | Clinton  |
| John Delaney                      | MD   | Rep.  | Clinton  |
| Rosa DeLauro                      | CT   | Rep.  | Clinton  |
| Suzan DelBene                     | WA   | Rep.  | Clinton  |
| Debra DeLee                       | MA   | DPL   | Clinton  |
| Lizette Delgado Polanco           | NJ   | DNC   | Clinton  |
| Mark DeSaulnier                   | CA   | Rep.  | Clinton  |
| Ted Deutch                        | FL   | Rep.  | Clinton  |
| Barbaralee Diamonstein-Spielvogel | NY   | DNC   | Clinton  |
| Grace Diaz                        | RI   | DNC   | Clinton  |
| Brandon Dillon                    | MI   | DNC   | Clinton  |
| Nancy DiNardo                     | CT   | DNC   | Clinton  |
| Debbie Dingell                    | MI   | Rep.  | Clinton  |
| Arrington Dixon                   | DC   | DNC   | Clinton  |
| Frank Dixon                       | OR   | DNC   | Brak     |
| Chris Dodd                        | CT   | DPL   | Clinton  |
| Lloyd Doggett                     | TX   | Rep.  | Clinton  |
| Kate Donaghue                     | MA   | DNC   | Clinton  |
| Ronald Donatucci                  | PA   | DNC   | Clinton  |
| Joe Donnelly                      | IN   | Sen.  | Clinton  |
| Becca Doten                       | CA   | DNC   | Clinton  |
| Joanne Dowdell                    | NH   | DNC   | Clinton  |
| Michael F. Doyle                  | PA   | Rep.  | Clinton  |
| Tammy Duckworth                   | IL   | Rep.  | Clinton  |
| Maria Elena Durazo                | CA   | DNC   | Brak     |
| Dick Durbin                       | IL   | Sen.  | Clinton  |
| Jess Durfee                       | CA   | DNC   | Clinton  |
| Mary Ellen Early                  | CA   | DNC   | Brak     |
| John Eastwood                     | DA   | DNC   | Brak     |
| Maria Echaveste                   | CA   | DNC   | Clinton  |
| Olma Echeverri                    | NC   | DNC   | Clinton  |
| Donna Edwards                     | MD   | Rep.  | Clinton  |
| John Bel Edwards                  | LA   | Gov.  | Clinton  |
| Joyce Elliott                     | AR   | DNC   | Clinton  |
| Keith Ellison                     | MN   | Rep.  | Clinton  |
| Louis Elrod                       | GA   | DNC   | Brak     |
| Eliot Engel                       | NY   | Rep.  | Clinton  |
| Akilah Ensley                     | NC   | DNC   | Clinton  |
| Reni Erdos                        | NJ   | DNC   | Sanders  |
| Anna Eshoo                        | CA   | Rep.  | Clinton  |
| Lily Eskelsen García              | DC   | DNC   | Clinton  |
| Elizabeth Esty                    | CT   | Rep.  | Clinton  |
| Joe Falk                          | FL   | DNC   | Clinton  |
| Sam Farr                          | CA   | Rep.  | Clinton  |
| Herman Farrell                    | NY   | DNC   | Clinton  |
| Dianne Feinstein                  | CA   | Sen.  | Clinton  |
| Katherine Fernández Rundle        | FL   | DNC   | Clinton  |
| Raj Fernando                      | IL   | DNC   | Clinton  |
| Hector Figueroa                   | NY   | DNC   | Clinton  |
| Bill Foster                       | IL   | Rep.  | Clinton  |
| Donald Fowler                     | SC   | DNC   | Clinton  |
| Earl Fowlkes                      | DC   | DNC   | Clinton  |
| Lois Frankel                      | FL   | Rep.  | Clinton  |
| Isabel Framer                     | OH   | DNC   | Clinton  |
| Pat Frost Brooks                  | OH   | DNC   | Clinton  |
| Al Franken                        | MN   | Sen.  | Clinton  |
| Jim Frasier                       | OK   | DNC   | Brak     |
| David Frye                        | IN   | DNC   | Clinton  |
| Marcia Fudge                      | OH   | Rep.  | Clinton  |
| Tulsi Gabbard                     | HI   | Rep.  | Sanders  |
| Alexandra Gallardo-Rooker         | CA   | DNC   | Brak     |
| Kate Gallego                      | AZ   | DNC   | Clinton  |
| Ruben Gallego                     | AZ   | Rep.  | Clinton  |
| John Garamendi                    | CA   | Rep.  | Clinton  |
| Eric Garcetti                     | CA   | DNC   | Clinton  |
| Teresa Garcia Krusor              | KS   | DNC   | Clinton  |
| Alejandro García Padilla          | PR   | Gov.  | Clinton  |
| Montserrat Garibay                | TX   | DNC   | Clinton  |
| Al Garrett                        | MI   | DNC   | Clinton  |
| Tefere Gebre                      | MD   | DNC   | Brak     |
| Dick Gephardt                     | MO   | DPL   | Clinton  |
| Penny Gerber                      | PA   | DNC   | Clinton  |
| Alice Germond                     | CA   | DNC   | Clinton  |
| Pete Gertonson                    | ID   | DNC   | Sanders  |
| Mike Gierau                       | WY   | DNC   | Clinton  |
| Kirsten Gillibrand                | NY   | Sen.  | Clinton  |
| Bob Gilligan                      | DE   | DNC   | Clinton  |
| Emily Giske                       | NY   | DNC   | Clinton  |
| Angel Gomez                       | FL   | DNC   | Clinton  |
| Alma Gonzalez                     | FL   | DNC   | Clinton  |
| Barry Goodman                     | MI   | DNC   | Clinton  |
| Lisa Goodman                      | DE   | DNC   | Clinton  |
| Al Gore                           | TN   | DPL   | Clinton  |
| Billi Gosh                        | VT   | DNC   | Clinton  |
| Gwen Graham                       | FL   | Rep.  | Clinton  |
| Anthony Graves                    | CO   | DNC   | Clinton  |
| Alan Grayson                      | FL   | Rep.  | Sanders  |
| Al Green                          | TX   | Rep.  | Clinton  |
| Darlene Green                     | MO   | DNC   | Clinton  |
| Gene Green                        | TX   | Rep.  | Clinton  |
| Amanda Green-Hawkins              | PA   | DNC   | Clinton  |
| Vallena Greer                     | MS   | DNC   | Clinton  |
| Janice Griffin                    | MD   | DNC   | Brak     |
| Raúl Grijalva                     | AZ   | Rep.  | Clinton  |
| Marcel Groen                      | PA   | DNC   | Clinton  |
| Michael Gronstal                  | IA   | DNC   | Clinton  |
| Stanley Grossman                  | DA   | DNC   | Clinton  |
| Steve Grossman                    | MA   | DPL   | Clinton  |
| Carol Guthrie                     | TX   | DNC   | Brak     |
| Joni Gutierrez                    | NM   | DNC   | Clinton  |
| Luis Gutiérrez                    | IL   | Rep.  | Clinton  |
| Debra Haaland                     | NM   | DNC   | Clinton  |
| Dan Halpern                       | GA   | DNC   | Clinton  |
| Janice Hahn                       | CA   | Rep.  | Clinton  |
| Mary Hales                        | WY   | DNC   | Clinton  |
| Mark Hammons                      | OK   | DNC   | Brak     |
| Emmett Hansen II                  | VI   | DNC   | Clinton  |
| Elaine Harris                     | WV   | DNC   | Sanders  |
| Fred R. Harris                    | NM   | DPL   | Clinton  |
| Jaime Harrison                    | SC   | DNC   | Clinton  |
| Maggie Hassan                     | NH   | Gov.  | Clinton  |
| Alcee Hastings                    | FL   | Rep.  | Clinton  |
| Zack Hawkins                      | NC   | DNC   | Clinton  |
| Carl Heastie                      | NY   | DNC   | Clinton  |
| Denny Heck                        | WA   | Rep.  | Clinton  |
| Martin Heinrich                   | NM   | Sen.  | Clinton  |
| Heidi Heitkamp                    | ND   | Sen.  | Clinton  |
| Jacquie Helt                      | MT   | DNC   | Clinton  |
| Luis Heredia                      | AZ   | DNC   | Clinton  |
| John Hickenlooper                 | CO   | Gov.  | Clinton  |
| Brian Higgins                     | NY   | Rep.  | Clinton  |
| Tony Hill                         | FL   | DNC   | Clinton  |
| Gilberto Hinojosa                 | TX   | DNC   | Clinton  |
| Rubén Hinojosa                    | TX   | Rep.  | Clinton  |
| Jim Himes                         | CT   | Rep.  | Clinton  |
| Mazie Hirono                      | HI   | Sen.  | Clinton  |
| Pat Hobbs                         | CA   | DNC   | Brak     |
| Marge Hoffa                       | MN   | DNC   | Clinton  |
| Wayne Holland                     | UT   | DNC   | Sanders  |
| Eleanor Holmes Norton             | DC   | Rep.  | Clinton  |
| Danny Homan                       | IA   | DNC   | Clinton  |
| Mike Honda                        | CA   | Rep.  | Clinton  |
| Steny Hoyer                       | MD   | Rep.  | Clinton  |
| Fred Hudson                       | VA   | DNC   | Clinton  |
| Alice Huffman                     | CA   | DNC   | Clinton  |
| Jared Huffman                     | CA   | Rep.  | Clinton  |
| Aleita Huguenin                   | CA   | DNC   | Clinton  |
| Therese Hunkin                    | AS   | DNC   | Sanders  |
| Daniel Hynes                      | IL   | DNC   | O'Malley |
| Harold Ickes                      | DC   | DNC   | Clinton  |
| David Ige                         | HI   | Gov.  | Brak     |
| Vince Insalaco                    | AR   | DNC   | Clinton  |
| Jay Inslee                        | WA   | Gov.  | Clinton  |
| Steve Israel                      | NY   | Rep.  | Clinton  |
| Troy Jackson                      | ME   | DNC   | Sanders  |
| Sheila Jackson Lee                | TX   | Rep.  | Clinton  |
| Victoria Jackson-Stanley          | MD   | DNC   | Brak     |
| Jay Jacobs                        | NY   | DNC   | Clinton  |
| Nancy Jacobson                    | FL   | DNC   | Sanders  |
| Sly James                         | MO   | DNC   | Clinton  |
| Ben Jeffers                       | LA   | DNC   | Brak     |
| Hakeem Jeffries                   | NY   | Rep.  | Clinton  |
| Tim Jerman                        | VT   | DNC   | Sanders  |
| Norwood Jewell                    | MI   | DNC   | Brak     |
| Connie Johnson                    | OK   | DNC   | Sanders  |
| Eddie Bernice Johnson             | TX   | Rep.  | Clinton  |
| Hank Johnson                      | GA   | Rep.  | Clinton  |
| Lacy Johnson                      | IN   | DNC   | Clinton  |
| Matt Johnson                      | CA   | DNC   | Brak     |
| Gale Jones Carson                 | TN   | DNC   | Clinton  |
| Ray Jordan                        | MA   | DNC   | Clinton  |
| Tim Kaine                         | VA   | Sen.  | Clinton  |
| Elaine Kamarck                    | MA   | DNC   | Clinton  |
| Ron Kaminski                      | NE   | DNC   | Clinton  |
| Marcy Kaptur                      | OH   | Rep.  | Sanders  |
| William Keating                   | MA   | Rep.  | Clinton  |
| Patsy Keever                      | NC   | DNC   | Brak     |
| John Keller                       | IL   | DNC   | Clinton  |
| Randy Kelley                      | AL   | DNC   | Clinton  |
| Unzell Kelley                     | AL   | DNC   | Clinton  |
| Robin Kelly                       | IL   | Rep.  | Clinton  |
| Joseph P. Kennedy III             | MA   | Rep.  | Clinton  |
| Ruben Kihuen                      | NV   | DNC   | Clinton  |
| Dan Kildee                        | MI   | Rep.  | Clinton  |
| Derek Kilmer                      | WA   | Rep.  | Clinton  |
| Lee Kinch                         | KS   | DNC   | Clinton  |
| Ron Kind                          | WI   | Rep.  | Clinton  |
| Paul G. Kirk                      | MA   | DPL   | Sanders  |
| Ann Kirkpatrick                   | AZ   | Rep.  | Clinton  |
| Amy Klobuchar                     | MN   | Sen.  | Clinton  |
| Kaye Koonce                       | SC   | DNC   | Clinton  |
| Sarah Kovner                      | NY   | DNC   | Clinton  |
| Debra Kozikowski                  | MA   | DNC   | Clinton  |
| Caitlin Kraft-Buchman             | DA   | DNC   | Clinton  |
| Ann Kuster                        | NH   | Rep.  | Clinton  |
| Andrew Lachman                    | CA   | DNC   | Clinton  |
| Roberta Lange                     | NV   | DNC   | Clinton  |
| Jim Langevin                      | RI   | Rep.  | Clinton  |
| Deborah Langhoff                  | LA   | DNC   | Clinton  |
| Fagafaga Daniel Langkilde         | AS   | DNC   | Clinton  |
| Martha Laning                     | WI   | DNC   | Clinton  |
| Rick Larsen                       | WA   | Rep.  | Clinton  |
| Jim Larson                        | MT   | DNC   | Clinton  |
| John B. Larson                    | CT   | Rep.  | Clinton  |
| Warren Larson                     | ND   | DNC   | Brak     |
| Brenda Lawrence                   | MI   | Rep.  | Clinton  |
| Gerald Lawrence                   | PA   | DNC   | Clinton  |
| Patrick Leahy                     | VT   | Sen.  | Clinton  |
| Barbara Lee                       | CA   | Rep.  | Clinton  |
| Sunita Leeds                      | DC   | DNC   | Clinton  |
| Frank Leone                       | VA   | DNC   | Clinton  |
| Bel Leong-Hong                    | MD   | DNC   | Clinton  |
| Cindy Lerner                      | FL   | DNC   | Clinton  |
| Sander Levin                      | MI   | Rep.  | Clinton  |
| John Lewis                        | GA   | Rep.  | Clinton  |
| Yvette Lewis                      | MD   | DNC   | Clinton  |
| Ted Lieu                          | CA   | Rep.  | Clinton  |
| Dan Lipinski                      | IL   | Rep.  | Sanders  |
| John Litz                         | TN   | DNC   | Clinton  |
| Dave Loebsack                     | IA   | Rep.  | Clinton  |
| Zoe Lofgren                       | CA   | Rep.  | Clinton  |
| Valerie Longhurst                 | DE   | DNC   | Clinton  |
| Andrés W. López                   | PR   | DNC   | Clinton  |
| Sandra Loridans                   | DA   | DNC   | Clinton  |
| Martha Love                       | WI   | DNC   | Clinton  |
| Evan Low                          | CA   | DNC   | Clinton  |
| Joe Lowe                          | SD   | DNC   | Clinton  |
| Alan Lowenthal                    | CA   | Rep.  | Clinton  |
| Nita Lowey                        | NY   | Rep.  | Clinton  |
| Juanita Luiz                      | WA   | DNC   | Brak     |
| Ben R. Luján                      | NM   | Rep.  | Clinton  |
| Michelle Lujan Grisham            | NM   | Rep.  | Clinton  |
| Charlotte Lundergan               | KY   | DNC   | Clinton  |
| Stephen F. Lynch                  | MA   | Rep.  | Clinton  |
| Kerman Maddox                     | CA   | DNC   | Clinton  |
| Michael Madigan                   | IL   | DNC   | Clinton  |
| Mark Mallory                      | OH   | DNC   | Clinton  |
| Dan Malloy                        | CT   | Gov.  | Clinton  |
| Ronald Malone                     | OH   | DNC   | Clinton  |
| Carolyn Maloney                   | NY   | Rep.  | Clinton  |
| Sean Patrick Maloney              | NY   | Rep.  | Clinton  |
| Joe Manchin                       | WV   | Sen.  | Clinton  |
| Mary Mancini                      | TN   | DNC   | Clinton  |
| Jack Markell                      | DE   | Gov.  | Clinton  |
| Ed Markey                         | MA   | Sen.  | Clinton  |
| Bert Marley                       | ID   | DNC   | Sanders  |
| Marcia Marley                     | NJ   | DNC   | Clinton  |
| Pat Maroney                       | WV   | DNC   | Clinton  |
| Ken Martin                        | MN   | DNC   | Clinton  |
| Iris Martinez                     | IL   | DNC   | Clinton  |
| Marcus Mason                      | CA   | DNC   | Clinton  |
| Sharon Mast                       | WA   | DNC   | Brak     |
| Doris Matsui                      | CA   | Rep.  | Clinton  |
| Edna Mattson                      | RI   | DNC   | Clinton  |
| Lupita Maurer                     | OR   | DNC   | Sanders  |
| Glen Maxey                        | TX   | DNC   | Brak     |
| Janet May                         | AL   | DNC   | Clinton  |
| Jayne Mazzotti                    | IL   | DNC   | Clinton  |
| Terry McAuliffe                   | VA   | Gov.  | Clinton  |
| Valerie McCall                    | OH   | DNC   | Clinton  |
| Claire McCaskill                  | MO   | Sen.  | Clinton  |
| Jennifer McClellan                | VA   | DNC   | Clinton  |
| Kenneth McClintock                | PR   | DNC   | Clinton  |
| Betty McCollum                    | MN   | Rep.  | Brak     |
| Melody McCray-Miller              | KS   | DNC   | Clinton  |
| Dustin McDaniel                   | AR   | DNC   | Clinton  |
| Jim McDermott                     | WA   | Rep.  | Clinton  |
| David McDonald                    | WA   | DNC   | Brak     |
| Betty McElderry                   | OK   | DNC   | Clinton  |
| Mattie McFadden-Lawson            | CA   | DNC   | Clinton  |
| Thomas M. McGee                   | MA   | DNC   | Clinton  |
| Jim McGovern                      | MA   | Rep.  | Clinton  |
| Andy McGuire                      | IA   | DNC   | Brak     |
| R. Michael McHale                 | LA   | DNC   | Brak     |
| Rhine McLin                       | OH   | DNC   | Clinton  |
| Marv McMoore, Jr.                 | NY   | DNC   | Brak     |
| Joseph McNamara                   | RI   | DNC   | Clinton  |
| Jerry McNerney                    | CA   | Rep.  | Clinton  |
| Gregory Meeks                     | NY   | Rep.  | Clinton  |
| Shari Mellin                      | IN   | DNC   | Clinton  |
| Bob Menendez                      | NJ   | Sen.  | Clinton  |
| Grace Meng                        | NY   | Rep.  | Clinton  |
| Jeff Merkley                      | OR   | Sen.  | Sanders  |
| Kim Metcalfe                      | AK   | DNC   | Clinton  |
| Glenard S. Middleton, Sr.         | MD   | DNC   | Brak     |
| Barbara Mikulski                  | MD   | Sen.  | Clinton  |
| Breanne Miller                    | UT   | DNC   | Clinton  |
| Lorraine Miller                   | TX   | DNC   | Brak     |
| Nancy Mills                       | PA   | DNC   | Clinton  |
| Stephanie Miner                   | NY   | DNC   | Clinton  |
| George J. Mitchell                | NY   | DPL   | Clinton  |
| Heather Mizeur                    | MD   | DNC   | Sanders  |
| Lolo Matalasi Moliga              | AS   | Gov.  | Clinton  |
| Maureen Monahan                   | NE   | DNC   | Sanders  |
| Walter Mondale                    | MN   | DPL   | Clinton  |
| Frank Montanaro                   | RI   | DNC   | Clinton  |
| Charles E. Moore                  | KY   | DNC   | Brak     |
| Gwen Moore                        | WI   | Rep.  | Clinton  |
| Minyon Moore                      | DC   | DNC   | Clinton  |
| Javier Morillo-Alicea             | MN   | DNC   | Clinton  |
| Arthur Morrell                    | LA   | DNC   | Clinton  |
| Bruce Morrison                    | MD   | DNC   | Clinton  |
| Seth Moulton                      | MA   | Rep.  | Clinton  |
| Dorothy Mrowka                    | CT   | DNC   | Clinton  |
| Bob Mulholland                    | CA   | DNC   | Clinton  |
| Henry Munoz III                   | TX   | DNC   | Brak     |
| Larry Murakami                    | AK   | DNC   | Sanders  |
| Chris Murphy                      | CT   | Sen.  | Clinton  |
| Joan Patricia Murphy              | IL   | DNC   | Brak     |
| Patrick Murphy                    | FL   | Rep.  | Clinton  |
| Ian Murray                        | PA   | DNC   | Clinton  |
| Patty Murray                      | WA   | Sen.  | Clinton  |
| Jerrold Nadler                    | NY   | Rep.  | Clinton  |
| Grace Napolitano                  | CA   | Rep.  | Clinton  |
| Katie Naranjo                     | TX   | DNC   | Clinton  |
| Richard Neal                      | MA   | Rep.  | Clinton  |
| Bill Nelson                       | FL   | Sen.  | Clinton  |
| Jadine Nielsen                    | HI   | DNC   | Clinton  |
| Jay Nixon                         | MO   | Gov.  | Clinton  |
| Chad Nodland                      | ND   | DNC   | Sanders  |
| Rick Nolan                        | MN   | Rep.  | Sanders  |
| Donald Norcross                   | NJ   | Rep.  | Brak     |
| George Norcross                   | NJ   | DNC   | Brak     |
| Michael Nutter                    | PA   | DNC   | Clinton  |
| David O'Brien                     | MA   | DNC   | Clinton  |
| Blanca O'Leary                    | CO   | DNC   | Clinton  |
| Beto O'Rourke                     | TX   | Rep.  | Clinton  |
| Barack Obama                      | IL   | DPL   | Clinton  |
| Carlos Odio                       | FL   | DNC   | Brak     |
| Russell Okata                     | HI   | DNC   | Clinton  |
| John Olsen                        | CT   | DNC   | Clinton  |
| Ian Olson                         | AK   | DNC   | Brak     |
| Danica Oparnica                   | AZ   | DNC   | Sanders  |
| Sandy Opstvedt                    | IA   | DNC   | Clinton  |
| Liza M. Ortiz                     | PR   | DNC   | Brak     |
| Sannie Overly                     | KY   | DNC   | Brak     |
| Kylie Oversen                     | ND   | DNC   | Brak     |
| William Owen                      | TN   | DNC   | Clinton  |
| Karen Packer                      | OR   | DNC   | Clinton  |
| Lisa Padilla                      | CO   | DNC   | Brak     |
| Rick Palacio                      | CO   | DNC   | Brak     |
| Frank Pallone                     | NJ   | Rep.  | Clinton  |
| Bruce Palmer                      | WY   | DNC   | Clinton  |
| Bill Pascrell                     | NJ   | Rep.  | Clinton  |
| John Patrick                      | TX   | DNC   | Brak     |
| Johnnie Patton                    | MS   | DNC   | Sanders  |
| Donald Payne, Jr.                 | NJ   | Rep.  | Clinton  |
| Gregory Pecoraro                  | MD   | DNC   | Clinton  |
| Christine Pelosi                  | CA   | DNC   | Clinton  |
| Nancy Pelosi                      | CA   | Rep.  | Clinton  |
| Carol Pensky                      | MD   | DNC   | Clinton  |
| David A. Pepper                   | OH   | DNC   | Clinton  |
| John Perdue                       | WV   | DNC   | Clinton  |
| Joaquin Perez                     | GU   | DNC   | Clinton  |
| John Pérez                        | CA   | DNC   | Clinton  |
| Ed Perlmutter                     | CO   | Rep.  | Clinton  |
| Thersita B. Pertduo               | MP   | DNC   | Clinton  |
| Gary Peters                       | MI   | Sen.  | Clinton  |
| Scott Peters                      | CA   | Rep.  | Clinton  |
| Collin Peterson                   | MN   | Rep.  | Sanders  |
| Greg Pettis                       | CA   | DNC   | Clinton  |
| Renee Pfenning                    | ND   | DNC   | Brak     |
| Fredericka Phillips               | TX   | DNC   | Brak     |
| Pedro Pierluisi                   | PR   | Rep.  | Clinton  |
| Chellie Pingree                   | ME   | Rep.  | Clinton  |
| Stacey Plaskett                   | VI   | Rep.  | Clinton  |
| Mark Pocan                        | WI   | Rep.  | Clinton  |
| Jared Polis                       | CO   | Rep.  | Clinton  |
| Bruce Poole                       | MD   | DNC   | Clinton  |
| Karen Pope-Onwukwe                | MD   | DNC   | Clinton  |
| DuBose Porter                     | GA   | DNC   | Clinton  |
| Ed Potillo                        | DC   | DNC   | Clinton  |
| Steven Powell                     | IL   | DNC   | Clinton  |
| Vincent Powers                    | NE   | DNC   | Brak     |
| Roberto Prats                     | PR   | DNC   | Clinton  |
| David Price                       | NC   | Rep.  | Clinton  |
| Carrie Pugh                       | DC   | DNC   | Clinton  |
| Nancy Quarles                     | MI   | DNC   | Brak     |
| Sandy Querry                      | MO   | DNC   | Clinton  |
| Mike Quigley                      | IL   | Rep.  | Clinton  |
| Christine Quinn                   | NY   | DNC   | Clinton  |
| Jake Quinn                        | NC   | DNC   | Sanders  |
| Jorge Quintana                    | MT   | DNC   | Clinton  |
| Karl Racine                       | DC   | DNC   | Clinton  |
| Jason Rae                         | WI   | DNC   | Clinton  |
| Evie Rafalko McNulty              | PA   | DNC   | Clinton  |
| Gina Raimondo                     | RI   | Gov.  | Clinton  |
| Andres Ramirez                    | NV   | DNC   | Clinton  |
| Rion Ramirez                      | WA   | DNC   | Clinton  |
| Charles Rangel                    | NY   | Rep.  | Clinton  |
| Jaxon Ravens                      | WA   | DNC   | Brak     |
| Stephanie Rawlings-Blake          | MD   | DNC   | Brak     |
| Richard Ray                       | GA   | DNC   | Brak     |
| Jack Reed                         | RI   | Sen.  | Clinton  |
| Kasim Reed                        | GA   | DNC   | Clinton  |
| Chris Regan                       | WV   | DNC   | Sanders  |
| Steve Regenstreif                 | DC   | DNC   | Clinton  |
| Clara Reid                        | AS   | DNC   | Clinton  |
| Harry Reid                        | NV   | Sen.  | Clinton  |
| Ed Rendell                        | PA   | DPL   | Clinton  |
| Rory Respicio                     | GU   | DNC   | Clinton  |
| Laura Ricketts                    | IL   | DNC   | Clinton  |
| Betty Ritchie                     | TX   | DNC   | Clinton  |
| Dennis Rivera                     | NY   | DNC   | Clinton  |
| Matt Robinson                     | MO   | DNC   | Brak     |
| Bill Roe                          | AZ   | DNC   | Brak     |
| José R. Rodríguez                 | TX   | DNC   | Clinton  |
| Mannie Rodriguez                  | CO   | DNC   | Clinton  |
| Roy Romer                         | CO   | DPL   | Clinton  |
| Carol Ronen                       | IL   | DNC   | Clinton  |
| Valerie Brady Rongey              | WA   | DNC   | Clinton  |
| James Roosevelt                   | MA   | DNC   | Brak     |
| Ellen Rosenblum                   | OR   | DNC   | Clinton  |
| Sally Rosser                      | GA   | DNC   | Clinton  |
| Bill Roy, Jr.                     | KS   | DNC   | Clinton  |
| Lucille Roybal-Allard             | CA   | Rep.  | Clinton  |
| Kathleen Rice                     | NY   | Rep.  | Clinton  |
| Cedric Richmond                   | LA   | Rep.  | Clinton  |
| Virgie Rollins                    | MI   | DNC   | Brak     |
| Joe Rugola                        | OH   | DNC   | Clinton  |
| Raul Ruiz                         | CA   | Rep.  | Clinton  |
| Dutch Ruppersberger               | MD   | Rep.  | Clinton  |
| Bobby Rush                        | IL   | Rep.  | Clinton  |
| Tim Ryan                          | OH   | Rep.  | Clinton  |
| R. T. Rybak                       | MN   | DNC   | Brak     |
| Shauna Ryder Diggs                | MI   | DNC   | Clinton  |
| Beverly Ryken                     | CO   | DNC   | Brak     |
| Gregorio Sablan                   | MP   | Rep.  | Clinton  |
| Pamela R. Samuel                  | VI   | DNC   | Brak     |
| Juan Sanchez                      | NM   | DNC   | Clinton  |
| Linda Sánchez                     | CA   | Rep.  | Clinton  |
| Loretta Sanchez                   | CA   | Rep.  | Clinton  |
| Raymond Sanchez                   | NM   | DNC   | Clinton  |
| Bernie Sanders                    | VT   | Sen.  | Sanders  |
| Keelan Sanders                    | MS   | DNC   | Sanders  |
| John Sarbanes                     | MD   | Rep.  | Clinton  |
| Lee Saunders                      | DC   | DNC   | Clinton  |
| Peggy Schaffer                    | ME   | DNC   | Clinton  |
| Jan Schakowsky                    | IL   | Rep.  | Clinton  |
| Brian Schatz                      | HI   | Sen.  | Clinton  |
| Adam Schiff                       | CA   | Rep.  | Clinton  |
| Kurt Schrader                     | OR   | Rep.  | Clinton  |
| Nancy Schumacher                  | MN   | DNC   | Clinton  |
| Chuck Schumer                     | NY   | Sen.  | Clinton  |
| Bobby Scott                       | VA   | Rep.  | Clinton  |
| David Scott                       | GA   | Rep.  | Clinton  |
| Lori Sellner                      | MN   | DNC   | Clinton  |
| José E. Serrano                   | NY   | Rep.  | Clinton  |
| Terri Sewell                      | AL   | Rep.  | Clinton  |
| Lottie Shackelford                | AR   | DNC   | Clinton  |
| Billy Shaheen                     | NH   | DNC   | Clinton  |
| Jeanne Shaheen                    | NH   | Sen.  | Clinton  |
| Garry Shay                        | CA   | DNC   | Clinton  |
| Brad Sherman                      | CA   | Rep.  | Clinton  |
| Ken Sherman                       | DA   | DNC   | Clinton  |
| Peter Shumlin                     | VT   | Gov.  | Clinton  |
| Kyrsten Sinema                    | AZ   | Rep.  | Brak     |
| Darryl Sinkfield                  | AL   | DNC   | Clinton  |
| Albio Sires                       | NJ   | Rep.  | Clinton  |
| Louise Slaughter                  | NY   | Rep.  | Clinton  |
| Adam Smith                        | WA   | Rep.  | Clinton  |
| Hilda Solis                       | CA   | DNC   | Clinton  |
| Katie Solon                       | DA   | DNC   | Brak     |
| Lenora Sorola-Pohlman             | TX   | DNC   | Clinton  |
| Jackie Speier                     | CA   | Rep.  | Clinton  |
| Dennis Speight                    | TX   | DNC   | Clinton  |
| Debbie Stabenow                   | MI   | Sen.  | Clinton  |
| Rick Stafford                     | MN   | DNC   | Clinton  |
| Christopher Stampolis             | CA   | DNC   | Clinton  |
| Casey Steinau                     | AK   | DNC   | Brak     |
| Pam Stephenson                    | GA   | DNC   | Clinton  |
| Paul Strauss                      | DC   | Sen.  | Clinton  |
| Dolly Strazar                     | HI   | DNC   | Brak     |
| Sharon Stroschein                 | SD   | DNC   | Brak     |
| Joanne Sullivan                   | CT   | DNC   | Brak     |
| Kathy Sullivan                    | NH   | DNC   | Clinton  |
| Gary Suwannarat                   | DA   | DNC   | Sanders  |
| Eric Swalwell                     | CA   | Rep.  | Clinton  |
| Susan Swecker                     | VA   | DNC   | Clinton  |
| Gerry Sweeney                     | NY   | DNC   | Clinton  |
| Annette Taddeo                    | FL   | DNC   | Clinton  |
| Taling M. Taitano                 | GU   | DNC   | Clinton  |
| Mark Takano                       | CA   | Rep.  | Clinton  |
| Alexis Tameron                    | AZ   | DNC   | Brak     |
| Allison Tant                      | FL   | DNC   | Clinton  |
| Marian Tasco                      | PA   | DNC   | Clinton  |
| Larry Taylor                      | OR   | DNC   | Sanders  |
| Roy Temple                        | MO   | DNC   | Brak     |
| Natalie Tennant                   | WV   | DNC   | Clinton  |
| Jon Tester                        | MT   | Sen.  | Clinton  |
| Sarah Thomas-Nededog              | GU   | DNC   | Clinton  |
| Bennie Thompson                   | MS   | Rep.  | Clinton  |
| Mike Thompson                     | CA   | Rep.  | Clinton  |
| Senfronia Thompson                | TX   | DNC   | Brak     |
| Susan Thomson                     | MA   | DNC   | Clinton  |
| Krystal Thrailkill                | AR   | DNC   | Clinton  |
| Dina Titus                        | NV   | Rep.  | Clinton  |
| Andrew Tobias                     | FL   | DNC   | Brak     |
| Earl Ray Tomblin                  | WV   | Gov.  | Clinton  |
| Paul Tonko                        | NY   | Rep.  | Clinton  |
| Ann Tornberg                      | SD   | DNC   | Brak     |
| Norma Torres                      | CA   | Rep.  | Clinton  |
| Niki Tsongas                      | MA   | Rep.  | Clinton  |
| Shan Tsutsui                      | HI   | DNC   | Clinton  |
| Galea'i Tu'ufuli                  | AS   | DNC   | Clinton  |
| John Tunela                       | MP   | DNC   | Clinton  |
| Tom Udall                         | NM   | Sen.  | Clinton  |
| Keith Umemoto                     | CA   | DNC   | Brak     |
| Karen Valentine                   | DE   | DNC   | Clinton  |
| Chris Van Hollen                  | MD   | Rep.  | Clinton  |
| Tim Vandeveer                     | HI   | DNC   | Sanders  |
| Juan Vargas                       | CA   | Rep.  | Clinton  |
| Marc Veasey                       | TX   | Rep.  | Clinton  |
| Filemon Vela, Jr.                 | TX   | Rep.  | Clinton  |
| Nydia Velázquez                   | NY   | Rep.  | Clinton  |
| Pete Visclosky                    | IN   | Rep.  | Brak     |
| Rick Wade                         | DC   | DNC   | Clinton  |
| Brian Wahby                       | MO   | DNC   | Clinton  |
| George Wallace                    | VA   | DNC   | Clinton  |
| Bill Walsh                        | SD   | DNC   | Clinton  |
| Tim Walz                          | MN   | Rep.  | Clinton  |
| Everett Ward                      | NC   | DNC   | Brak     |
| Carolyn Warner                    | AZ   | DNC   | Clinton  |
| Mark Warner                       | VA   | Sen.  | Clinton  |
| Elizabeth Warren                  | MA   | Sen.  | Clinton  |
| Debbie Wasserman Schultz          | FL   | Rep.  | Brak     |
| Maxine Waters                     | CA   | Rep.  | Clinton  |
| Bonnie Watson Coleman             | NJ   | Rep.  | Clinton  |
| Randi Weingarten                  | NY   | DNC   | Clinton  |
| Peter Welch                       | VT   | Rep.  | Sanders  |
| Royce West                        | TX   | DNC   | Clinton  |
| Nan Whaley                        | OH   | DNC   | Clinton  |
| Sheldon Whitehouse                | RI   | Sen.  | Clinton  |
| Chris Wicker                      | NV   | DNC   | Clinton  |
| Lona Wilbur                       | WA   | DNC   | Brak     |
| David Wilhelm                     | OH   | DPL   | Clinton  |
| Alan Williams                     | FL   | DNC   | Clinton  |
| Arlanda Williams                  | LA   | DNC   | Clinton  |
| Marian Williams                   | FL   | DNC   | Brak     |
| Nikema Williams                   | GA   | DNC   | Clinton  |
| Frederica Wilson                  | FL   | Rep.  | Clinton  |
| Sylvia Wilson                     | PA   | DNC   | Clinton  |
| John Wisniewski                   | NJ   | DNC   | Sanders  |
| Tom Wolf                          | PA   | Gov.  | Clinton  |
| David Worley                      | GA   | DNC   | Clinton  |
| Nancy Worley                      | AL   | DNC   | Clinton  |
| Ron Wyden                         | OR   | Sen.  | Clinton  |
| Nancy Wyman                       | CT   | DNC   | Clinton  |
| Rosalind Wyman                    | CA   | DNC   | Clinton  |
| Karen Yarbrough                   | IL   | DNC   | Clinton  |
| John Yarmuth                      | KY   | Rep.  | Clinton  |
| Laurence Zakson                   | CA   | DNC   | Clinton  |
| Patricia Zieg                     | NE   | DNC   | Clinton  |
| Rob Zimmerman                     | NY   | DNC   | Clinton  |
| John Zody                         | IN   | DNC   | Brak     |
| James Zogby                       | DC   | DNC   | Sanders  |